# DejaVu

Сімейство шрифтів DejaVu — модифікація шрифтів Bitstream Vera, розроблена з метою охоплення більшої кількості символів. Сімейство Bitstream Vera спочатку містило переважно латинські літери, проте було випущене за ліцензією, що допускає зміни.
Проєкт розпочав Штепан Рог (Štěpán Roh). Через деякий час у проєкт влилися інші проєкти, також націлені на розширення сімейства Bitstream Vera. Шрифти сімейства DejaVu є вільним програмним забезпеченням і, таким чином, можуть використовуватися в безлічі різних документів і програм, зокрема й бути в них вбудованими. Деякі дистрибутиви GNU/Linux (Ubuntu, OpenSUSE, Mandriva Linux) постачаються зі шрифтами DejaVu. Також ці шрифти включають у встановлювальні пакунки OpenOffice.org.

## Охоплення
DejaVu — це проєкт, що розвивається, учасники якого сподіваються повністю охопити підмножини Юнікоду MES-1, MES-2 і, можливо, MES-3.
У версії 2.28 шрифт DejaVu Sans містить 3611 гліфів, 3525 символів і 2558 кернінгових пар. Він включає символи з блоків:
- Латиниця (96)
- Latin-1 Supplement (96)
- Latin Extended-A (128), Latin Extended-B (194)
- IPA Extensions (96)
- Spacing Modifier Letters (63)
- Combining Diacritical Marks (89)
- Грецька (і коптська) (124)
- Кирилиця (248)
- Cyrillic Supplement (16)
- Вірменська (86)
- Арабська (110)
- Фонетичні доповнення (68)
- Phonetic Extensions Supplement (37)
- Latin Extended Additional (246)
- Greek Extended (233)
- Звичайна пунктуація (87)
- Надрядкові і підрядкові (29)
- Грошові символи (19)
- Combining Diacritical Marks for Symbols (2)
- Буквоподібні символи (29)
- Числові символи (49)
- Стрілки (112)
- Математичні оператори (216)
- Технічні символи (19)
- Control Pictures (2)
- Enclosed Alphanumerics (10)
- Блокові елементи (32)
- Геометричні фігури (96)
- Додаткові символи (161)
- Символи та значки (174)
- Математичні знаки-A (5)
- Braille Patterns (256)
- Математичні знаки-B (9)
- Supplemental Mathematical Operators (54)
- Miscellaneous Symbols and Arrows (2)
- Внутрішні символи (8)
- Alphabetic Presentation Forms (12)
- Arabic Presentation Forms-A (70)
- Arabic Presentation Forms-B (141)
- Specials (1)

DejaVu Serif містить 1820 гліфів, 1806 символів і 1300 кернінгових пар у версії 2.8.

DejaVu Serif
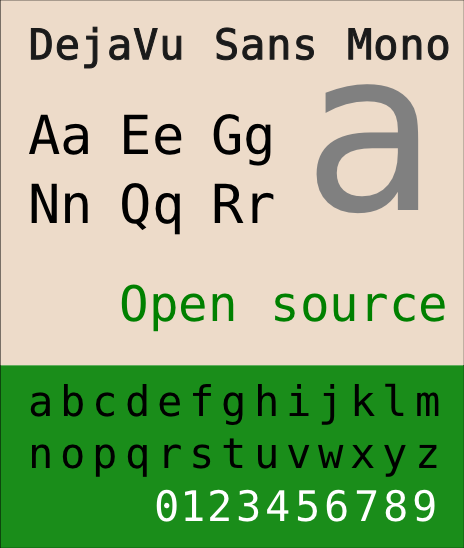
DejaVu Sans Mono
DejaVu Sans